# Grégoire Trouvetou
Pour les articles homonymes, voir Trouvetou.
Grégoire Trouvetou (Ratchet Gearloose en version originale) est un personnage de fiction de l'univers des canards créé en mai 1992 par Keno Don Rosa.

## Historique
Apparu pour la première fois dans Le Roi du Mississippi en 1992, il est le grand-père de Géo Trouvetou et le père de Fulton Trouvetou. Lorsqu'on le voit pour la première fois, il vend des pastilles qui éclaircissent l'eau (très boueuse) du Mississippi, invention qui profita à Gracié Rapetou et aux parents des Rapetous. On le retrouve dans Le cow-boy capitaine du Cutty Sark où il recherche un carburant pour sa « sans-chevaux ».